# Aubigny-les-Pothées
Aubigny-les-Pothées és un municipi francès situat al departament de les Ardenes i a la regió del Gran Est. L'any 2007 tenia 341 habitants.

## Demografia

### Població
El 2007 la població de fet d'Aubigny-les-Pothées era de 341 persones. Hi havia 126 famílies de les quals 29 eren unipersonals (29 homes vivint sols), 34 parelles sense fills, 55 parelles amb fills i 8 famílies monoparentals amb fills.
La població ha evolucionat segons el següent gràfic:
Habitants censats

### Habitatges
El 2007 hi havia 139 habitatges, 125 eren l'habitatge principal de la família, 2 eren segones residències i 12 estaven desocupats. 127 eren cases i 13 eren apartaments. Dels 125 habitatges principals, 93 estaven ocupats pels seus propietaris, 31 estaven llogats i ocupats pels llogaters i 2 estaven cedits a títol gratuït; 2 tenien dues cambres, 19 en tenien tres, 27 en tenien quatre i 77 en tenien cinc o més. 99 habitatges disposaven pel capbaix d'una plaça de pàrquing. A 70 habitatges hi havia un automòbil i a 47 n'hi havia dos o més.

### Piràmide de població
La piràmide de població per edats i sexe el 2009 era:
| Homes | Edats   | Dones |
| ----- | ------- | ----- |
| 0     | 95 o +  | 0     |
| 0     | 90 a 94 | 0     |
| 4     | 85 a 89 | 0     |
| 0     | 80 a 84 | 0     |
| 8     | 75 a 79 | 12    |
| 4     | 70 a 74 | 0     |
| 0     | 65 a 69 | 8     |
| 8     | 60 a 64 | 12    |
| 8     | 55 a 59 | 12    |
| 4     | 50 a 54 | 0     |
| 16    | 45 a 49 | 4     |
| 0     | 40 a 44 | 8     |
| 24    | 35 a 39 | 4     |
| 20    | 30 a 34 | 32    |
| 16    | 25 a 29 | 4     |
| 16    | 20 a 24 | 8     |
| 16    | 15 a 19 | 4     |
| 8     | 10 a 14 | 12    |
| 8     | 5 a 9   | 12    |
| 4     | 0 a 4   | 16    |

## Economia
El 2007 la població en edat de treballar era de 204 persones, 143 eren actives i 61 eren inactives. De les 143 persones actives 129 estaven ocupades (82 homes i 47 dones) i 13 estaven aturades (4 homes i 9 dones). De les 61 persones inactives 8 estaven jubilades, 20 estaven estudiant i 33 estaven classificades com a «altres inactius».

### Ingressos
El 2009 a Aubigny-les-Pothées hi havia 131 unitats fiscals que integraven 343,5 persones, la mediana anual d'ingressos fiscals per persona era de 14.394 €.

### Activitats econòmiques
Dels 11 establiments que hi havia el 2007, 1 era d'una empresa alimentària, 1 d'una empresa de fabricació d'altres productes industrials, 2 d'empreses de construcció, 2 d'empreses de comerç i reparació d'automòbils, 1 d'una empresa de transport, 3 d'empreses de serveis i 1 d'una empresa classificada com a «altres activitats de serveis».
Dels 3 establiments de servei als particulars que hi havia el 2009, 2 eren fusteries i 1 perruqueria.
L'any 2000 a Aubigny-les-Pothées hi havia 7 explotacions agrícoles.

## Equipaments sanitaris i escolars
El 2009 hi havia una escola elemental.

## Poblacions més properes
El següent diagrama mostra les poblacions més properes.